# Travis Fimmel
Travis Fimmel, född 15 juli 1979 i Echura i Australien, är en australisk skådespelare och före detta modell. Han är mest känd för att ha varit modell för Calvin Klein, för att ha spelat Ellis Dove i The Beast och Ragnar Lodbrok i Vikings. 

## Biografi
Travis Fimmel föddes nära den lilla staden Echuca i Victoria i Australien. Han är yngste sonen av tre  till lantbrukarna Chris och Jennie Fimmel. Han flyttade till Melbourne i de sena tonåren för att spela i Australian Football League för laget St Kilda Football Club men bröt benet innan säsongen hann börja. Han valde då att istället börja studera på universitetet och reste senare mycket utomlands.
22 år gammal fick han ett helårskontrakt med Calvin Klein och blev modell för märkets underkläder och parfymer. Han utnämndes till världens sexigaste ungkarl av tidningen People 2002. Han ville hellre var känd för sitt skådespeleri än sin modellkarriär, så han tackade nej till att vara domare i Australiens Make Me a Supermodel och har nu satsat fullt ut på skådespeleri.

## Filmografi (Urval)
- 2003: Tarzan (medverkade i 8 avsnitt)
- 2003: Extra (medverkade i ett avsnitt)
- 2003: MTV's Total Request Live (medverkade i ett avsnitt)
- 2005: Rocky Point (medverkade i ett avsnitt)
- 2006: Southern Comfort
- 2006 – Ravenswood
- 2009: The Beast (medverkade i ett avsnitt)
- 2010: Chase (medverkade i två avsnitt)
- 2011: Outlaw Country
- 2012: Reawakening (medverkade i ett avsnitt)
- 2013: Vikings som Ragnar Lodbrok
- 2016: Warcraft: The Beginning som Anduin Lothar
- 2019: Danger Close The Battle of Long Tan som Major Harry Smith
- 2020:  Raised by Wolves som Marcus Drusus och som Caleb Marcus